# بين ستيفنسون
بين ستيفنسون (بالإنجليزية: Ben Stevenson) هو لاعب كرة قدم بريطاني في مركز الوسط، ولد في 23 مارس 1997 في كوفنتري في المملكة المتحدة. لعب مع كوفنتري سيتي وكولتشستر يونايتد.

## وصلات خارجية
- بين ستيفنسون على موقع قاعدة بيانات كرة القدم.إي يو (الإنجليزية)
- بين ستيفنسون على موقع Soccerbase.com (لاعب) (الإنجليزية)